# Hotel Polonia w Jarocinie
Hotel Polonia (później: Hotel Pod Złotą Kulą) – dawny budynek hotelowy zlokalizowany w Jarocinie, przy tamtejszym Rynku.
Obiekt powstał w XIX wieku, jako reprezentacyjny dla miasta obiekt hotelowy, mieszczący również restaurację i sklep. Pełnił ważną rolę dla polskiej społeczności miasta i okolic pod zaborem pruskim. Spotykali się tu członkowie polskich organizacji patriotycznych, głoszono prelekcje i wykłady, organizowano też koncerty muzyczne. Działalność hotelarska podtrzymywana była w okresie międzywojennym i w czasie hitlerowskiej okupacji. Po zakończeniu II wojny światowej obiekt przejęła Milicja Obywatelska, ale na krótko – działalność noclegowa została wkrótce wznowiona. W 1951 został upaństwowiony i niedługo potem zmienił funkcję, mieszcząc w różnym czasie m.in. biura i magazyny, aby z czasem całkowicie opustoszeć. Niszczał do 1999, kiedy to zakupił go PKO BP. Przez dalsze siedem lat nie poczyniono jednak żadnych większych prac remontowych. Dopiero w grudniu 2007, na 750-lecie lokacji Jarocina oraz 50-lecie oddziału PKO BP w tym mieście, budynek generalnie wyremontowano i otwarto w nim oddział bankowy. Remont wymagał m.in. przestawienia ścian wewnętrznych, wymiany części więźby dachowej, stolarki okiennej i prowadzony był pod nadzorem konserwatorskim z Poznania. 
Budynek otrzymał wyróżnienie w ogólnopolskim konkursie Modernizacja Roku (2007) za adaptację zabytkowego budynku na inne cele. Autorem projektu renowacji była pracownia Jacka Buszkiewicza z Poznania.
W bezpośrednim sąsiedztwie dawnego hotelu stoją: Kościół św. Marcina i jarociński ratusz.